# F2FS
F2FS(Flash-Friendly File System)는 삼성전자가 리눅스 커널을 위해 개발한 플래시 파일 시스템이다.
F2FS를 개발한 동기는 파일 시스템을 모바일 장치부터 서버에 이르는 컴퓨터 시스템에 널리 사용되는 NAND 플래시 메모리 기반 스토리지 장치(예: 솔리드 스테이트 디스크, eMMC, SD 카드)의 특징을 염두에 둔 파일 시스템을 처음부터 만드는 것이다.
F2FS는 로그 구조 파일 시스템 접근법에 기초하여 설계되었으며 더 새로운 형태의 스토리지에 채택된다. F2FS의 개발자는 wandering tree의 눈덩이 효과라든지 high cleaning 부하와 같은 로그 구조 파일 시스템의 일부 알려진 문제를 해결한다고 언급하였다. 또, NAND 기반 기억 장치가 내부적인 플래시 메모리 관리 스킴에 따라 다른 특징(플래시 번역 계층, 즉 FTL 등)을 보이기 때문에 디스크 상의 설계 구성뿐 아니라 할당/cleaning 알고리즘을 선택하기 위한 다양한 매개변수를 지원한다.

## 기능
- 멀티 헤드 로깅
- 디렉터리 항목에 대한 다단계 해시 테이블
- 정적 / 동적으로 신규 데이터 및 오래된 데이터 분리
- 적응 로깅 방식
- 구성 가능한 운영 단위
- 이중 체크포인트
- 롤백 및 롤포워드 복구
- 힙 스타일의 블록 할당
- TRIM/FSTRIM 지원[3]
- 온라인 FS 조각 모음/파일 조각 모음[4]
- 인라인 xattrs/data[5]/data[6]/dir[7]
- 오프라인 파일시스템 검사(불일치 확인 후 수정[8])
- 원자 작업[9]
- 파일 시스템 수준 암호화[10]
- 오프라인 크기 조절(Offline resizing)[11]
- 내부의 주기적인 데이터 플러시(Inner periodically data flush)[12]
- 익스텐트(extent) 캐시[13]